# San Juan de Río Seco
San Juan de Río Seco là một khu tự quản thuộc tỉnh Cundinamarca, Colombia. Thủ phủ của khu tự quản San Juan de Río Seco đóng tại San Juan de Río Seco Khu tự quản San Juan de Río Seco có diện tích ki lô mét vuông. Đến thời điểm ngày 28 tháng 5 năm 2005, khu tự quản San Juan de Río Seco có dân số 10187 người.